# Piophila viridicollis
Piophila viridicollis är en tvåvingeart som beskrevs av Macquart 1843. Piophila viridicollis ingår i släktet Piophila och familjen ostflugor.
Artens utbredningsområde är Réunion. Inga underarter finns listade i Catalogue of Life.